# Anna Damrat
Anna Damrat (* 18. Juli 1945 in Staats, Kreis Gardelegen) ist eine ehemalige deutsche Politikerin (SPD).
Damrat wuchs von 1946 an in Berlin auf. Sie studierte Volkswirtschaftslehre und anschließend Wirtschaftspädagogik an der Freien Universität Berlin. 1973 war sie wissenschaftliche Angestellte beim Senat von Berlin. Sie machte danach eine Lehre und Forschung an der Pädagogischen Hochschule Berlin und der Technischen Universität Berlin. 1983 und 1984 war sie Referendarin und ging danach einer Lehrtätigkeit an der Fachhochschule für Verwaltung und Rechtspflege Berlin und der Berufsfachschule nach.
1968 trat Damrat der SPD Berlin bei. Dort war sie zunächst Landesvorsitzende der Berliner Jusos. Seit 1979 ist Damrat in der Arbeitsgemeinschaft sozialdemokratischer Frauen aktiv, wo sie zunächst Kreisvorsitzende im Bezirk Wilmersdorf, danach stellvertretende Vorsitzende der Berliner ASF, Landesvorsitzende, Mitglied im Bundesvorstand und ab 1996 stellvertretende ASF-Bundesvorsitzende war.
Von 1989 bis 1999 saß Damrat im Abgeordnetenhaus von Berlin, wo sie in dieser Zeit wissenschaftspolitische Sprecherin war. Von 1995 bis 1999 war sie auch Mitglied des Fraktionsvorstandes, bis 1997 war sie stellvertretende Fraktionsvorsitzende.
Die Senatorin Ingeborg Junge-Reyer überreichte Damrat 2005 das Bundesverdienstkreuz am Bande.